# Просачов
Просачов (словац. Prosačov) — село и одноимённая община в округе Вранов-над-Топлёу Прешовского края Словакии.

## История
Впервые упоминается в 1363 году.
В селе есть греко-католическая церковь Успения Пресвятой Богородицы, построенная в 1842 году.

## Население
| Год:                | 1994 | 2004     | 2014     | 2024    |
| ------------------- | ---- | -------- | -------- | ------- |
| Количество человек: | 154  | 201      | 235      | 228     |
| Разница:            |      | +30,51 % | +16,91 % | −2,97 % |

Национальный состав населения (по данным последней переписи населения 2001 года):
- словаки — 56,82%
- цыгане — 41,48%

Состав населения по принадлежности к религии состоянию на 2001 год:
- греко-католики — 67,61%,
- римо-католики — 15,91%,
- протестанты — 1,70%,
- не считают себя верующими или не принадлежат к одной вышеупомянутой церкви - 11,94%